# Кулык, Павел Петрович
Павел Петрович Кулык (14 января 1918 — 7 июня 1985) — командир батареи 88-й гаубичной артиллерийской бригады 13-й артиллерийской дивизии 7-го артиллерийского корпуса прорыва 27-й армии Воронежского фронта, капитан.

## Биография
Родился 14 января 1918 года в городе Краматорске Донецкой области. В Красной Армии с 1936 года. В боях Великой Отечественной войны с мая 1943 года. Участвовал в боях под Орлом, в прорыве вражеской обороны на Белгородском направлении, в освобождении Левобережной Украины.
Отличился 1—12 октября 1943 года при форсировании Днепра и в боях по удержанию плацдарма у села Григоровка Каневского района Черкасской области Украины.
Указом Президиума Верховного Совета СССР «О присвоении звания Героя Советского Союза офицерскому и сержантскому составу артиллерии Красной Армии» от 9 февраля 1944 года за «образцовое выполнение боевых заданий командования на фронте борьбы с немецкими захватчиками и проявленные при этом отвагу и геройство» с вручением ордена Ленина и медали «Золотая Звезда».
Затем принимал участие в освобождении Киева, Правобережной Украины, Румынии, Польши, Чехословакии. После войны продолжал службу в рядах Вооруженных Сил СССР.
В 1960 году вышел в запас в звании полковника. Жил в Киеве.
Скончался 7 июня 1985 года. Похоронен на Берковецком кладбище в Киеве.